# Heineken Open 1998 - Qualificazioni doppio
Le qualificazioni del doppio  dell'Heineken Open 1998 sono state un torneo di tennis preliminare per accedere alla fase finale della manifestazione. I vincitori dell'ultimo turno sono entrati di diritto nel tabellone principale. In caso di ritiro di uno o più giocatori aventi diritto a questi sono subentrati i lucky loser, ossia i giocatori che hanno perso nell'ultimo turno ma che avevano una classifica più alta rispetto agli altri partecipanti che avevano comunque perso nel turno finale.
Le qualificazioni del doppio del torneo Heineken Open 1998 prevedevano 4 coppie partecipanti di cui una è entrata nel tabellone principale.

## Teste di serie
1. Jordi Burillo /  Alberto Martín (ultimo turno)

1. Gábor Köves /  David Roditi (primo turno)

## Qualificati
1. Chris Haggard  /   Tomáš Anzari

## Tabellone

### Legenda
| - Q = Qualificato - WC = Wild card - LL = Lucky loser | - ALT = Alternate - SE = Special Exempt - PR = Protected Ranking | - w/o = Walkover - r = Ritirato - d = Squalificato |

|  | Primo turno | Primo turno                  | Primo turno                  | Primo turno | Primo turno |  |  | Ultimo turno | Ultimo turno                 | Ultimo turno                 | Ultimo turno | Ultimo turno |  |
|  |             |                              |                              |             |             |  |  |              |                              |                              |              |              |  |
|  | 1           | Jordi Burillo Alberto Martín | Jordi Burillo Alberto Martín | 6           | 7           |  |  |              |                              |                              |              |              |  |
|  |             | Andrew Turner Nick Turner    | Andrew Turner Nick Turner    | 4           | 6           |  |  | 1            | Jordi Burillo Alberto Martín | Jordi Burillo Alberto Martín | 3            | 5            |  |
|  |             | Chris Haggard Tomáš Anzari   | 3                            | 6           | 6           |  |  |              | Chris Haggard Tomáš Anzari   | Chris Haggard Tomáš Anzari   | 6            | 7            |  |
|  | 2           | Gábor Köves David Roditi     | 6                            | 3           | 4           |  |  |              |                              |                              |              |              |  |